# 島田祐子
島田 祐子（しまだ ゆうこ、1942年10月12日 - ）は、日本のソプラノ歌手。旧姓は遠藤祐子（えんどう ゆうこ）。

## 来歴・人物
満洲国出身。戦後新潟県に引き揚げ、小学1年生から神奈川県小田原市に転居、高校まで住んでいた。東京芸術大学大学院修了。東京藝術大学大学院修了までの間は、ウィーンのウィーン音楽大学に留学そしてアントン・デルモーターに師事する。
二期会オペラ「こうもり」アデレード役
でデビューする。クラシックだけでなくポップスに新境地を開いた。2008年にテレビ朝日「徹子の部屋」に出演した際に2007年に行われた「徹子の部屋コンサート」をもって現役歌手生活から引退したことを告白した。
現在は児童合唱団『東京ネバーランド』を設立。合唱団の指導にあたっている。

## 音楽

### アルバム
- 島田祐子メルヘンをうたう（1976年、MR-2283）
- おかあさんをうたう（1977年、MR-3046）
- 日本の歌をうたう（1979年、MR-3196）
- 世界のメロディー～歌の翼に～（1997年6月21日、SRCR-1850）
- なかにし礼 訳詩による モーツァルト:愛のうた（2006年6月21日、SICC-440）
- こころの歌100曲集1 ちいさい秋みつけた（2013年10月2日、MHCL-2345）
- こころの歌100曲集2 叱られて（2013年10月2日、MHCL-2347）
- こころの歌100曲集3 埴生の宿（2013年10月2日、MHCL-2349）
- こころの歌100曲集4 早春賦（2013年10月2日、MHCL-2351）
- こころの歌100曲集5 さくら貝の歌（2013年10月2日、MHCL-2353）
- 赤とんぼ～抒情歌アーティスト・ベスト（2017年10月25日、UPCY-7413）

## テレビ番組
- オーケストラがやって来た（1972年10月 - 1973年3月、TBS） - 司会
- 奥さまクッキング（1978年10月 - 1982年3月、フジテレビ） - 毎週金曜日「世界の自慢料理」司会と聞き手
- キンキン・祐子のおじゃましまーす（1981年、TBS） - 司会
- 音楽の好きな街（1984年、NHK） - 司会
- 午後は○○おもいッきりテレビ（日本テレビ） - 準レギュラー

## 著書
- 『オペラとロックそして演歌』 (NHK音楽シリーズ) 日本放送出版協会 1980 ISBN 978-4-1406-1005-3
- 『希う母のまなざし』フレーベル館 1986